# Гумберт Лунден
Гумберт Лунден (швед. Humbert Lundén, 7 січня 1882 — 5 лютого 1961) — шведський яхтсмен.
Олімпійський чемпіон 1912 року в класі 10 метрів.